# Flachgewebe
Flachgewebe ist die Bezeichnung für Gewebe, die keinen Flor haben, also zweidimensional sind. Sie können eine glatte bis sehr strukturierte Oberfläche aufweisen, die oft durch Effektgarne oder -zwirne oder durch Musterungen hervorgehoben wird. 
Einfache Flachgewebe werden in den Grundbindungen (Leinwandbindung, Köperbindung, Atlasbindung) oder deren Ableitung gewebt. Will man besondere Musterungen erzielen, gibt man  weitere Fadensysteme dazu. So bekommt man Flachgewebe mit mehreren Kett- und/oder Schussfadensystemen oder Doppelgewebe.

## Verwendung des Begriffs
In der Schaft- und Jacquardweberei versteht man unter Flachgeweben überwiegend solche Gewebe, die auf einem Flachwebstuhl mit waagerecht, also flach verlaufender Kette gewebt werden, wobei die Schussfäden mit einem Webschützen und von Webkante zu Webkante eingetragen werden. Im Gegensatz dazu verläuft die Kette bei der Herstellung von Bildwirkereien in einem Hochwebstuhl senkrecht, und der Schuss wird nur partieweise von Hand eingelegt. Die Flachgewebe sind auch von den Florgeweben zu trennen.
In der Teppichkunde umfasst der Begriff Flachgewebe auch Teppicharten, die in der Technik der Bildwirkerei (auch Tapisserie genannt) hergestellt werden, unter anderem Kelims.
In der Bandweberei wird mit dem Begriff Flachgewebe das Gegenteil von Schlauchgeweben bezeichnet. Diese können sowohl in der Schützenweberei als auch in der Nadelweberei hergestellt werden. Gummibänder beispielsweise werden meistens als Flachgewebe hergestellt.